# 간흡충증
간흡충증은 기생충인 간흡충이 쓸개즙이 내려오는 통로인 담관에 기생하면서 여러 가지 병을 일으키는 만성 질환이다. 간흡충은 사람 몸 속에서 보통 3~4년 정도 살 수 있지만 길게는 20~30년까지 생존하기도 한다. 중국과 한국, 베트남, 캄보디아, 라오스 등의 지역에서 많이 발생하는 질병이다.

## 원인
간흡충(Clonorchis sinensis)이 원인 기생충이다. 간흡충에 감염된 사람의 대변을 통해서 충란(알)이 배출되고, 이 충란은 제1중간숙주인 쇠우렁이 등의 민물조개류에 먹힌 후 그 안에서 다음 단계로 성장하게 된다. 중간단계로 자란 간흡충은 중간숙주의 몸에서 나와 물속에서 헤엄치며 돌아다니다가 제2중간숙주인 잉엇과에 속하는 민물고기에 달라붙어 근육 내로 들어간다. 제2중간숙주에 속하는 민물고기에는 참붕어, 붕어, 잉어, 누치, 향어 등이 있다. 사람이나 동물이 간흡충에 감염된 민물고기를 날것으로 먹으면 간흡충에 감염된다.
인체에 들어온 간흡충은 위장과 연결된 십이지장에서 성장한 후, 십이지장에 연결된 담관(bile duct)을 따라 위로 이동하여 담관의 중간 부위에서 성충이 된다. 감염 후 성충이 되기까지는 3~4주가 걸린다. 성충이 낳은 충란은 담즙과 함께 대변으로 배출되면서 이러한 생활사가 반복된다. 사람뿐만 아니라 개, 고양이, 여우, 쥐 등도 간흡충에 감염되어 배설물을 통해 충란을 배출한다. 인체 감염은 제2중간숙주에 해당하는 민물고기의 회, 오염된 칼, 도마 등을 통해서도 가능하다. 흡충은 사람 몸속에서 보통 3~4년 정도 살 수 있지만 길게는 20~30년까지 생존하기도 한다.
간흡충의 생활주기 및 담관에서 관찰되는 성충의 모습

## 증상
담관에 있는 성충이 물리적, 화학적 자극을 가하여 이상 증상이 나타난다. 증상으로는 배가 더부룩한 느낌, 소화불량, 설사 등이 나타날 수 있다. 담관이 막힐 경우 일반적으로 쓸개즙이 배출되지 못할 때 나타나는 황달이 생기고, 이차적인 세균감염으로 담관염이 발생하여 열이 나고 배가 아플 수 있다. 급성 담관염은 신속히 치료하지 않으면 사망에 이를 수 있다. 이러한 과정이 반복되면 담관이 대부분 막히게 되어 간경화가 올 수 있고 담관에 암이 생길 수 있다.

## 진단/검사
대변이나 십이지장 배액에서 간흡충의 충란이 있는지를 확인하는 것이 가장 확실한 진단법이다. 담도 내에 성충이 있는 경우에는 복부초음파나 CT 촬영으로 진단에 도움을 받을 수 있다. 혈액을 이용한 혈청검사를 하면 보조적으로 도움을 받을 수는 있지만 확진 방법은 아니다.

## 치료
치료제가 있고 국내 대부분의 병원에서 처방이 가능하다. 치료제로는 구충제인 프라지콴텔(praziquantel)을 보통 1일 3회 하루만 먹으면 된다. 약을 먹으면 기생충을 모두 없앨 수는 있지만 담관에 이미 생긴 흉터 등의 구조적 변화는 완전히 회복되지 않는다.

## 경과/합병증
담석 형성, 담관의 막힘, 담관암 등을 일으킬 수 있다.

## 예방방법
중간 숙주에 해당하는 민물고기를 날것으로 먹지 않는 것이 가장 확실한 예방법이다.